# Džama Masdžíd (Dillí)
Džama Masdžíd (anglicky Jama Masjid, hindsky जामा मस्जिद, urdsky جامع مسجد‎) je hlavní mešita v indickém městě Dillí. Nachází se ve Starém Dillí, na jeho východním okraji, jihozápadně od Červené pevnosti, mezi třídou Chawri Bazar a tržištěm Mína Bazaar.

## Popis stavby
Mešita patří k hlavním ukázkám mughalské architektury v Indii. Pojme až 25 tisíc věřících.
Do budovy vede přístup třemi branami. Samotná mešita se nachází i se svým nádvořím na vyvýšené ploše vysoké 9 m a o rozloze 1200 m2. K ní je možný přístup po třech schodištích, každé má cca 30–40 schodů. Věřící vstupují jižním a severním schodištěm; schodiště východní, které je orientováno směrem k tržišti Mína Bazaar, je otevíráno pouze o víkendu a během existence Mughalské říše sloužilo pro císaře.
Má čtyři věže a dva čtyřicetimetrové minarety. Pro obklad této stavby, zbudované z prostých cihel, byl použit v architektuře z této doby tradiční červený pískovec kombinovaný s bílým mramorem. Nápadné jsou tři bílé kupole, z nichž centrální je oproti dvěma okrajovým vyvýšená.
Centrálním prvkem stavby je dominantní oblouk (íván), který je předsazen před krytou místností. Íván je obložený bílým mramorem, v horní části se nachází prvky islámské kaligrafie.

## Historie
Podoba stavby byla značně inspirována obdobnou mešitou v Ágře. Mešita byla vybudována z rozhodnutí mughalského císaře Šáhdžahána mezi lety 1650 až 1656; na samotné mešitě je připomínán rok 1050 po hidžre. Na monumentální stavbě ve své době pracovalo více než pět tisíc dělníků. Původní název stavby zněl Masdžíd i Džahán Numá, neboli Mešita ozařující svět. Na stavební práce dohlížel sám mughalský vezír (dnešní terminologií předseda vlády) Sáduláh Chán. Náklady na stavbu jsou odhadovány na jeden milion tehdejších rupií. Stavba vznikala v podobné době kdy se rozvíjelo dnešní Staré Dillí.
Po velkém indickém povstání v roce 1857 britská koloniální správa mešitu zabavila a umístila sem vojenskou posádku. Hrozili také zničením stavby, vzhledem k opozici ze strany místních muslimských věřících však toto nakonec nebylo provedeno.
V roce 2006 údajně nabídl saúdskoarabský král Abd Alláh bin Abd al-Azíz místnímu imámovi financování obnovy stavby, která byla v nepříliš uspokojivém stavu. Imám požádal královskou rodinu, aby o uvedených záležitostech jednala s odpovídajícími představiteli Indie.
V letech 2006 a 2010 došlo v blízkosti stavby k dvěma teroristickým útokům. U prvního případu se jednalo o bombový útok nedlouho po pátečních modlitbách (kdy se v mešitě a jejím okolí shromažďuje značné množství lidí), u druhého potom o střelbu útočníka na motorce.